# 田中斉之
田中 斉之（たなか なりゆき、1896年11月21日 - 1983年6月20日）は、日本の経営者。西日本新聞社、テレビ西日本各社長を務めた。福岡県出身。

## 経歴・人物
1920年に早稲田大学専門部政治経済科を卒業し、1921年に福岡日日新聞社に入社した。
1945年に取締役に就任し、1947年から1958年11月までに西日本新聞社社長を務めた。1958年3月にはテレビ西日本社長に就任。
1967年4月に勲三等瑞宝章を受章。
1983年6月20日肺炎のために死去。86歳没。